# Eusterinx fabulosa
Eusterinx fabulosa là một loài tò vò trong họ Ichneumonidae.